# Radhamés Reyes Alfau
Radhamés Reyes Alfau (* 14. September 1923 in Mao, Valverde; † 2. März 2006 in Miami) war ein dominikanischer Musiker, Komponist und Arrangeur.
Reyes begann seine Ausbildung bei Emilio und Tontón Arté und setzte sie bei dem Geiger und Pianisten Gabriel del Orbe fort. Kurze Zeit war er Saxophonist und Arrangeur im Orquesta Melódica von Pepin Ferrer bei Voz Dominicana, bevor er für 25 Jahre nach Puerto Rico ging. Dort arbeitete er als Komponist und Arrangeur für Musiker wie Bobby Capó, Gilberto Monroig, Yolandita Monje, Nydia Caro und das Salsaorchester El Gran Combo de Puerto Rico.
Zu seinen Kompositionen zählten Stücke wie La Maricutana, El 19 (bekannt geworden durch Alberto Beltrán), Gratey, Quiéreme, A tu lado und Fiesta Cibaeña; zudem komponierte er fünf Merengues für Sinfonieorchester, die bei Vox Dominicana unter Leitung von José Dolores Cerón aufgeführt wurden. Daneben betätigte er sich auch als Komponist kommerzieller Jingles. 1990 setzte er sich in Santo Domingo zur Ruhe.